# Rhagonycha bohaci
Rhagonycha bohaci es una especie de coleóptero de la familia Cantharidae.

## Distribución geográfica
Habita en Rusia.